# Зирянка (притока Колими)
Зирянка — річка в Якутії Росії, ліва притока Колими. Довжина річки — 299 км, площа водозбірного басейну — 7310 км². Бере початок між хребтами Гармичан і Момський, нижче впадання річки Сібік протікає в межах Колимської низовини. Живлення снігове і дощове. Замерзає в середині жовтня, скресає в кінці травня.